# Sankt Markus Kirke (Aalborg)
 For alternative betydninger, se Sankt Markus Kirke. (Se også artikler, som begynder med Sankt Markus Kirke)
Sankt Markus Kirke er en kirke i Sankt Markus Sogn i Aalborg Kommune. Kirken er fra 1933 og tegnet af kongelig bygningsinspektør Einar Packness.
Den 20. januar 2008 fejrede Sankt Markus kirke sit 75 års jubilæum, hvor der i samme anledning blev udgivet en særlig jubilæumskrønike om kirken.
- Sankt Markus Kirke i Aalborg
- Sankt Markus Kirke i Aalborg

## Eksterne kilder og henvisninger
- Wikimedia Commons har flere filer relateret til Sankt Markus Kirke (Aalborg)
- Sankt Markus Kirke hos KortTilKirken.dk